# جيهون ميرزاييف
جيهون جميل أوغلو ميرزاييف (الأذربيجاني: Ceyhun Cəmil oğlu Mirzəyev)- هو ممثل ومخرج سينمائي أذربيجاني.

## سيرته الذاتية
ولد جيهون ميرزاييف في 9 أبريل لعام 1946 في قرية عبد الجولابلي بمنطقة آغدام. تخرج من هيئة التدريس في جامعة أذربيجان الحكومية للثقافة والفنون. لاحقا واصل تعليمه في موسكو.
بدأ جيهون ميرزاييف مسيرته السينمائية عندما كان عمره 11 عامًا. لهذا السبب، كانت 35 عامًا من 46 عامًا من حياته مرتبطة بالسينما.
هو مثلت في الفلم" جوروش " عندما كانت في الحادية عشرة من عمره وفي فيلم " اوجي أنى " في سن الثانية عشرة.
اشتهر جيهون ميرزاييف ببطولة وإخراج فيلم الحرب الأذربيجاني "فرياد" في عام 1993.
كان من المتوقع أن يكون ميرزايف في افتتاح الفيلم، لكنه توفي بنوبة قلبية مفاجئة.